# El Mida (délégation)
Pour l’article homonyme, voir El Mida.
El Mida est une délégation tunisienne dépendant du gouvernorat de Nabeul.
| Hommes | Classe d’âge | Femmes |
| ------ | ------------ | ------ |
| 530    | 75 ou +      | 752    |
| 1 582  | 60-74 ans    | 1 830  |
| 2 830  | 45-59 ans    | 2 850  |
| 2 922  | 30-44 ans    | 2 877  |
| 2 864  | 15-29 ans    | 3 041  |
| 3 615  | 0-14 ans     | 3 486  |